# Distrikt Huacrachuco
Der Distrikt Huacrachuco liegt in der Provinz Marañón in der Region Huánuco in Zentral-Peru. Der Distrikt hat eine Fläche von 701 km². Beim Zensus 2017 wurden 15.275 Einwohner gezählt. Im Jahr 1993 lag die Einwohnerzahl bei 13.808, im Jahr 2007 bei 15.122. Sitz der Distrikt- und Provinzverwaltung ist die 2920 m hoch gelegene Kleinstadt Huacrachuco mit 4148 Einwohnern (Stand 2017). Huacrachuco befindet sich 178 km nordwestlich der Regionshauptstadt Huánuco.

## Geographische Lage
Der Distrikt Huacrachuco liegt am Ostufer des Río Marañón an der Westflanke der peruanischen Zentralkordillere im Nordwesten der Provinz Marañón. Der Río Huacrachuco durchquert das Areal nach Nordwesten und mündet in den Río Marañón.
Der Distrikt Huacrachuco grenzt im Südwesten an den Distrikt Fidel Olivas Escudero (Provinz Mariscal Luzuriaga), im Westen an die Distrikte Quinuabamba und Parobamba (Provinz Pomabamba), im Nordwesten an den Distrikt Huancaspata (Provinz Pataz), im Nordosten an den Distrikt Shunte (Provinz Tocache), im Osten an den Distrikt Cholón sowie im Süden an den Distrikt San Buenaventura.

## Ortschaften
Im Distrikt gibt es neben dem Hauptort folgende größere Ortschaften:
- Alto Marañón (252 Einwohner)
- Asay (212 Einwohner)
- Chinchil (513 Einwohner)
- Chocobamba (425 Einwohner)
- Condorgaga (268 Einwohner)
- El Porvenir (299 Einwohner)
- Estancilla
- Gochaj (233 Einwohner)
- Huachumay (53 Einwohner)
- Huanchay (313 Einwohner)
- Huaripampa (205 Einwohner)
- Huaychao (472 Einwohner)
- La Florida
- Nueva Esperanza (208 Einwohner)
- Pampayacu (277 Einwohner)
- Piso (226 Einwohner)
- Quenua
- Quillabamba
- San Cristóbal (239 Einwohner)
- Santa María de Panacocha (302 Einwohner)
- Santo Domingo de Puqui (220 Einwohner)
- Yamos (313 Einwohner)